# Coppa Volpi voor beste acteur
De Coppa Volpi voor beste acteur (Coppa Volpi per la migliore interpretazione maschile) is een Italiaanse filmprijs die jaarlijks wordt uitgereikt tijdens het Filmfestival van Venetië. De prijs is vernoemd naar graaf Giuseppe Volpi di Misurata, een van de oprichters van het festival.

## Winnaars van deCoppa Volpivoor beste acteur
| Jaar                | Acteur                        | Film                                                       | Nationaliteit              |
| ------------------- | ----------------------------- | ---------------------------------------------------------- | -------------------------- |
| 1932 (1ste editie)  | Fredric March                 | Dr. Jekyll and Mr. Hyde                                    | Verenigde Staten           |
| 1934 (2de editie)   | Wallace Beery                 | Viva Villa!                                                | Verenigde Staten           |
| 1935 (3de editie)   | Pierre Blanchar               | Crime et Châtiment                                         | Frankrijk                  |
| 1936 (4de editie)   | Paul Muni                     | The Story of Louis Pasteur                                 | Verenigde Staten           |
| 1937 (5de editie)   | Emil Jannings                 | Der Herrscher                                              | Duitsland                  |
| 1938 (6de editie)   | Leslie Howard                 | Pygmalion                                                  | Verenigd Koninkrijk        |
| 1939 (7de editie)   | Prijs werd niet uitgereikt    | Prijs werd niet uitgereikt                                 | Prijs werd niet uitgereikt |
| 1940 (8ste editie)  | Prijs werd niet uitgereikt    | Prijs werd niet uitgereikt                                 | Prijs werd niet uitgereikt |
| 1941 (9de editie)   | Ermete Zacconi                | Don Buonaparte                                             | Italië                     |
| 1942 (10de editie)  | Fosco Giachetti               | Bengasi                                                    | Italië                     |
| 1946 (7de editie)   | Prijs werd niet uitgereikt    | Prijs werd niet uitgereikt                                 | Prijs werd niet uitgereikt |
| 1947 (8ste editie)  | Pierre Fresnay                | Monsieur Vincent                                           | Frankrijk                  |
| 1948 (9de editie)   | Ernst Deutsch                 | Der Prozeß                                                 | Oostenrijk                 |
| 1949 (10de editie)  | Joseph Cotten                 | Portrait of Jennie                                         | Verenigde Staten           |
| 1950 (11de editie)  | Sam Jaffe                     | The Asphalt Jungle                                         | Verenigde Staten           |
| 1951 (12de editie)  | Jean Gabin                    | La nuit est mon royaume                                    | Frankrijk                  |
| 1952 (13de editie)  | Fredric March                 | Death of a Salesman                                        | Verenigde Staten           |
| 1953 (14de editie)  | Henri Vilbert                 | Le bon Dieu sans confession                                | Frankrijk                  |
| 1954 (15de editie)  | Jean Gabin                    | L'Air de Paris                                             | Frankrijk                  |
| 1954 (15de editie)  | Jean Gabin                    | Touchez pas au grisbi                                      | Frankrijk                  |
| 1955 (16de editie)  | Curd Jürgens                  | Les héros sont fatigués                                    | Oostenrijk West-Duitsland  |
| 1955 (16de editie)  | Kenneth More                  | The Deep Blue Sea                                          | Verenigd Koninkrijk        |
| 1956 (17de editie)  | Bourvil                       | La traversée de Paris                                      | Frankrijk                  |
| 1957 (18de editie)  | Anthony Franciosa             | A Hatful of Rain                                           | Verenigde Staten           |
| 1958 (19de editie)  | Alec Guinness                 | The Horse's Mouth                                          | Verenigd Koninkrijk        |
| 1959 (20ste editie) | James Stewart                 | Anatomy of a Murder                                        | Verenigde Staten           |
| 1960 (21ste editie) | John Mills                    | Tunes of Glory                                             | Verenigde Staten           |
| 1961 (22ste editie) | Toshiro Mifune                | Yojimbo                                                    | Japan                      |
| 1962 (23ste editie) | Burt Lancaster                | Birdman of Alcatraz                                        | Verenigde Staten           |
| 1963 (24ste editie) | Albert Finney                 | Tom Jones                                                  | Verenigd Koninkrijk        |
| 1964 (25ste editie) | Tom Courtenay                 | King & Country                                             | Verenigd Koninkrijk        |
| 1965 (26ste editie) | Toshiro Mifune                | Akahige                                                    | Japan                      |
| 1966 (27ste editie) | Jacques Perrin                | Un uomo a metà                                             | Frankrijk                  |
| 1967 (28ste editie) | Ljubiša Samardžić             | Jutro                                                      | Joegoslavië                |
| 1968 (29ste editie) | John Marley                   | Faces                                                      | Verenigde Staten           |
| 1969-1982           | Prijs werd niet uitgereikt    | Prijs werd niet uitgereikt                                 | Prijs werd niet uitgereikt |
| 1983 (40ste editie) | Guy Boyd                      | Streamers                                                  | Verenigde Staten           |
| 1983 (40ste editie) | George Dzundza                | Streamers                                                  | Verenigde Staten           |
| 1983 (40ste editie) | David Alan Grier              | Streamers                                                  | Verenigde Staten           |
| 1983 (40ste editie) | Mitchell Lichtenstein         | Streamers                                                  | Verenigde Staten           |
| 1983 (40ste editie) | Matthew Modine                | Streamers                                                  | Verenigde Staten           |
| 1983 (40ste editie) | Michael Wright                | Streamers                                                  | Verenigde Staten           |
| 1984 (41ste editie) | Naseeruddin Shah              | Paar                                                       | India                      |
| 1985 (42ste editie) | Gérard Depardieu              | Police                                                     | Frankrijk                  |
| 1986 (43ste editie) | Carlo Delle Piane             | Regalo di Natale                                           | Italië                     |
| 1987 (44ste editie) | Hugh Grant                    | Maurice                                                    | Verenigd Koninkrijk        |
| 1987 (44ste editie) | James Wilby                   | Maurice                                                    | Verenigd Koninkrijk        |
| 1988 (45ste editie) | Don Ameche                    | Things Change                                              | Verenigde Staten           |
| 1988 (45ste editie) | Joe Mantegna                  | Things Change                                              | Verenigde Staten           |
| 1989 (46ste editie) | Marcello Mastroianni          | Che ora è?                                                 | Italië                     |
| 1989 (46ste editie) | Massimo Troisi                | Che ora è?                                                 | Italië                     |
| 1990 (47ste editie) | Oleg Borisov                  | Edinstveniyat svidetel                                     | Sovjet-Unie                |
| 1991 (48ste editie) | River Phoenix                 | My Own Private Idaho                                       | Verenigde Staten           |
| 1992 (49ste editie) | Jack Lemmon                   | Glengarry Glen Ross                                        | Verenigde Staten           |
| 1993 (50ste editie) | Fabrizio Bentivoglio          | Un'anima divisa in due                                     | Italië                     |
| 1993 (50ste editie) | Marcello Mastroianni (bijrol) | Un, deux, trois, soleil                                    | Italië                     |
| 1994 (51ste editie) | Xia Yu                        | Yang guang can lan de ri zi                                | China                      |
| 1994 (51ste editie) | Roberto Citran (bijrol)       | Il toro                                                    | Italië                     |
| 1995 (52ste editie) | Götz George                   | Der Totmacher                                              | Duitsland                  |
| 1995 (52ste editie) | Ian Hart (bijrol)             | Nothing Personal                                           | Verenigd Koninkrijk        |
| 1996 (53ste editie) | Liam Neeson                   | Michael Collins                                            | Verenigd Koninkrijk        |
| 1996 (53ste editie) | Chris Penn (bijrol)           | The Funeral                                                | Verenigde Staten           |
| 1997 (54ste editie) | Wesley Snipes                 | One Night Stand                                            | Verenigde Staten           |
| 1998 (55ste editie) | Sean Penn                     | Hurlyburly                                                 | Verenigde Staten           |
| 1999 (56ste editie) | Jim Broadbent                 | Topsy-Turvy                                                | Verenigd Koninkrijk        |
| 2000 (57ste editie) | Javier Bardem                 | Before Night Falls                                         | Spanje                     |
| 2001 (58ste editie) | Luigi Lo Cascio               | Luce dei miei occhi                                        | Italië                     |
| 2002 (59ste editie) | Stefano Accorsi               | Un viaggio chiamato amore                                  | Italië                     |
| 2003 (60ste editie) | Sean Penn                     | 21 Grams                                                   | Verenigde Staten           |
| 2004 (61ste editie) | Javier Bardem                 | Mar adentro                                                | Spanje                     |
| 2005 (62ste editie) | David Strathairn              | Good Night, and Good Luck                                  | Verenigde Staten           |
| 2006 (63ste editie) | Ben Affleck                   | Hollywoodland                                              | Verenigde Staten           |
| 2007 (64ste editie) | Brad Pitt                     | The Assassination of Jesse James by the Coward Robert Ford | Verenigde Staten           |
| 2008 (65ste editie) | Silvio Orlando                | Il papà di Giovanna                                        | Italië                     |
| 2009 (66ste editie) | Colin Firth                   | A Single Man                                               | Verenigd Koninkrijk        |
| 2010 (67ste editie) | Vincent Gallo                 | Essential Killing                                          | Verenigde Staten           |
| 2011 (68ste editie) | Michael Fassbender            | Shame                                                      | Ierland Duitsland          |
| 2012 (69ste editie) | Joaquin Phoenix               | The Master                                                 | Verenigde Staten           |
| 2012 (69ste editie) | Philip Seymour Hoffman        | The Master                                                 | Verenigde Staten           |
| 2013 (70ste editie) | Themis Panou                  | Miss Violence                                              | Griekenland                |
| 2014 (71ste editie) | Adam Driver                   | Hungry Hearts                                              | Verenigde Staten           |
| 2015 (72ste editie) | Fabrice Luchini               | L'Hermine                                                  | Frankrijk                  |
| 2016 (73ste editie) | Oscar Martínez                | El ciudadano ilustre                                       | Argentinië                 |
| 2017 (74ste editie) | Kamel El Basha                | L'Insulte                                                  | Palestina                  |
| 2018 (75ste editie) | Willem Dafoe                  | At Eternity's Gate                                         | Verenigde Staten           |
| 2019 (76ste editie) | Luca Marinelli                | Martin Eden                                                | Italië                     |
| 2020 (77ste editie) | Pierfrancesco Favino          | Padrenostro                                                | Italië                     |
| 2021 (78ste editie) | John Arcilla                  | On the Job: The Missing 8                                  | Filipijnen                 |
| 2022 (79ste editie) | Colin Farrell                 | The Banshees of Inisherin                                  | Ierland                    |
| 2023 (80ste editie) | Peter Sarsgaard               | Memory                                                     | Verenigde Staten           |
| 2024 (81ste editie) | Vincent Lindon                | Jouer avec le feu                                          | Frankrijk                  |